# Egbert Lachaert
Pour les articles homonymes, voir Lachaert.
Egbert R. Lachaert, né le 4 juillet 1977 à Gand est un avocat et homme politique belge flamand, membre de OpenVLD, il officie en tant que président de ce parti du 22 mai 2020 au 23 septembre 2023.

## Biographie

### Enfance et formation
Son père Patrick Lachaert était actif en politique et élu dans les rangs de  l'Open Vld.
Egbert R. Lachaert fait ses études secondaires au Koninklijk Atheneum Voskenslaan, il poursuit par des études de droit à l'université de Gand où il est actif au sein de l'association des étudiants libéraux flamands, il en est le président  en 1999-2000. 

Il est licencié en droit (Université de Gand, 2000).

### Parcours professionnel
En 2002 il est membre du think-tank Liberales.
Il est avocat au barreau de Gand spécialisé dans le droit social.

### Parcours politique
De 2006 à 2011, il est président de la section jeune du  VLD de Merelbeke. En 2006 il est élu au conseil communal et siège comme conseiller de CPAS de cette commune  de 2007 à 2018 (président du CPAS de 2013 à 2018).
Le 7 juin 2009, il est candidat aux élections régionales flamandes comme 1er suppléant. Il récolte 7 797 voix mais ne siège qu'à partir de septembre 2013 en remplacement de Filip Anthuenis.
Aux élections fédérales de 2010, il est candidat libéral, 4e de liste en Flandre-Oriental mais il n'est pas élu. 
Fin 2012, il est candidat à la présidence de l'Open Vld. Il perd face à Gwendolyn Rutten soutenue par les pontes du parti et qui récolte 60 % des voix.
Aux élections communales belges de 2012, il tire la liste Open Vld à Merelbeke. Il est élu au conseil communal et, de 2013 à 2018, est président du CPAS et échevin. 
En 2014, il est élu au parlement fédéral, il est reconduit en 2019 où il devient chef de groupe pour l'OpenVld.
Depuis 2019, il est premier échevin de la commune de Merelbeke.
Elu président de l'Open Vld en mai 2020, il est chargé le 18 août par le roi d'une mission d'information en vue de constituer un gouvernement fédéral. Après un premier rapport au Roi le 28 août, il travaille en binôme avec Conner Rousseau et il apparait que c'est la coalition Vivaldi, avec les libéraux, les socialistes, les écologistes et le CD&V, qui pourrait émerger.Tom Ogenda lui succède à la présidence du parti libéral flamand le 23 septembre 2023.

## Décoration
- Chevalier de l'ordre de Léopold (2024)[5]

## Mandats politiques
- Depuis le 10/2006 : conseiller communal à Merelbeke[6] ;
- 05/01/2013 - 01/01/2019 : président du CPAS et échevin des affaires sociales, juridiques et informatiques de Merelbeke
- 25/09/2013 au 25/05/2014 : député flamand  (en remplacement de Filip Anthuenis) ;
- Depuis le 19/06/2014 : député fédéral (chef de groupe depuis juin 2019) ;
- Depuis le 01/01/2019 : premier échevin de la commune de Merelbeke.